# Kaneko Maszaaki
Kaneko Maszaaki (金子正明; Hepburn: Masaaki Kaneko; 1940. július 8. –) olimpiai bajnok és kétszeres világbajnok japán birkózó. 2007-ben bekerült a FILA hírességek csarnokába.

## Élete és pályafutása
Középiskolában kezdett birkózni, a Szensu Egyetem elvégzését követően csatlakozott a Japán Önvédelmi Haderőhöz. Az 1964. évi nyári olimpiai játékokra való kvalifikáció során Uetake Jódzsiró ellen veszített harmatsúlyban. Súlyzós edzésbe kezdett és pehelysúlyra váltott, két világbajnoki címet szerzett, majd megnyerte az 1968. évi nyári olimpiai játékokat súlycsoportjában, 28 évesen, már nős, gyermekes családapaként. Miután visszavonult, az önvédelmi haderőnél szolgált, aztán a Fuji Televisionhöz került, az igazgató titkára lett, majd biztonsági főnök.

### Olimpiai szereplése
| Versenyző       | Versenyszám | 1. forduló                    | 2. forduló                       | 3. forduló                              | 4. forduló                                           | 5. forduló              | 6. forduló        | 7. forduló                   | Döntő                                                                                               | Helyezés |
| Versenyző       | Versenyszám | Ellenfél Eredmény             | Ellenfél Eredmény                | Ellenfél Eredmény                       | Ellenfél Eredmény                                    | Ellenfél Eredmény       | Ellenfél Eredmény | Ellenfél Eredmény            | Ellenfél Eredmény                                                                                   | Helyezés |
| --------------- | ----------- | ----------------------------- | -------------------------------- | --------------------------------------- | ---------------------------------------------------- | ----------------------- | ----------------- | ---------------------------- | --------------------------------------------------------------------------------------------------- | -------- |
| Kaneko Maszaaki | 63 kg       | Gabriel Ruz (MEX) · kétvállas | Onesimo Rufino (DOM) · kétvállas | Tsedendambyn Natsagdorj (MGL) · 0.5-3.5 | Cshö Dzsonghjok (Choi Jeong-Hyeok) (KOR) · kétvállas | Petre Coman (ROU) · 1-3 | erőnyerő          | Enyu Todorov (BUL) · 2.5-2.5 | 1. mérkőzés · Samseddin Szajed-Abbaszi (IRI) · 1-3 · Hozott eredmény · Enyu Todorov (BUL) · 2.5-2.5 |          |